# Lubomír Koutný
Lubomír Koutný (* 17. května 1945) je bývalý český hokejový útočník. Po skončení aktivní kariéry působil jako trenér mládeže, trénoval mj. Radka Bonka, Václava Varaďu a Mariána Kacíře.

## Hokejová kariéra
V československé lize hrál za TJ Gottwaldov. Odehrál 4 ligové sezóny, nastoupil v 99 ligových utkáních, dal 14 gólů a měl 7 asistencí. Z Gottwaldova přestoupil do druholigové Tatry Kopřivnice.

## Klubové statistiky
| Sezona    | Klub          | Soutěž  | Základní část | Základní část | Základní část | Základní část | Základní část |
| Sezona    | Klub          | Soutěž  | Z             | G             | A             | B             | TM            |
| --------- | ------------- | ------- | ------------- | ------------- | ------------- | ------------- | ------------- |
| 1966/1967 | TJ Gottwaldov | 1. liga | 31            | 3             | 1             | 4             | 6             |
| 1967/1968 | TJ Gottwaldov | 1. liga | 21            | 6             | 3             | 9             | -             |
| 1968/1969 | TJ Gottwaldov | 1. liga | 25            | 3             | 2             | 5             | -             |
| 1969/1970 | TJ Gottwaldov | 1. liga | 22            | 2             | 1             | 3             | -             |